# Limnophora subscrupulosa
Limnophora subscrupulosa este o specie de muște din genul Limnophora, familia Muscidae, descrisă de Zhang și Xue în anul 1990. Conform Catalogue of Life specia Limnophora subscrupulosa nu are subspecii cunoscute.